# Sixto Cajahuaringa Inga
Sixto Cajahuaringa Inga (Huarochirí, provincia de Huarochirí, 28 de marzo de 1907 - 15 de octubre de 2002) fue un docente y escritor destacado del Perú.
Nació en el seno de una familia modesta dedicada a la agricultura y la ganadería.

## Formación
Hizo sus estudios primarios en la Escuela Provocacional de Varones n.° 443, siendo sus maestros don Horacio Tello, Julio Bellido y Modesto Rojas, este último, un educador que le dejó imborrables huellas por su inquietud profesional hacia la juventud huarochirana. En agosto de 1923, después de haber pasado grandes penurias en su niñez, huye del hogar paterno para dirigirse a Lima en busca de nuevos horizontes y se emplea en la casa del Dr. Estanislao Pardo de Figueroa. Trabaja durante el día y estudia durante la noche en la Escuela de Bellas Artes, por tener vocación por la pintura y el dibujo. En 1929 ingresa al Instituto Pedagógico Nacional de Varones y en 1931 se gradúa como Normalista Elemental, sustentando su tesis “Política y Educación”. En 1932 trabaja como auxiliar de la Escuela n.° 443 de su tierra natal. En 1944 ingresa nuevamente al Instituto Pedagógico Nacional de Varones de Lima para graduarse después como Normalista Urbano, según el Art. 267 de la Ley Orgánica de Educación. 

## Actividades
Escribe en varias revistas artículos propugnando la inmediata organización de los maestros del Perú para solucionar los problemas educativos. 
En 1946 se presenta al Concurso de Inspectores de Educación y lo nombran como Inspector de Educación de la Provincia de Carabaya. Desempeña el mismo cargo en las Provincias de Chota, Contumazá, Otuzco y Canta. Durante los 16 años de ejercicio como inspectoral desarrolla y publica varios libros. 
El maestro Uruguayo Jesualdo le dedica el poema Canto al Maestro Rural de América. Ingresa como profesor en la Universidad Nacional de Educación donde termina su labor profesional. Posteriormente es miembro activo de la Asociación nacional de Escritores y Artistas ANEA y de la ANCIJE, Asociación Nacional de Cesantes y Jubilados.

## Obras
- Revistas: AllinCcapac Pedagógico en Carabaya, Actividad y Conocimiento en Chota, Hora del Maestro en Contumazá, Horizontes Pedagógicos en Otuzco, y La Vida Escolar en Canta.
- Libros: Publica sus libros Mi Tierra y mi Escuela, Zorzalitos del Ande, Guía Didáctica para las clases del primer grado, Didáctica del Lenguaje el libro de lectura Espejito para el primer grado que sigue el método global secuencial.
- Participación en revistas: Garcilazo, Democracia y Trabajo. Humanidad, La Voz del Maestro, La Voz de Huarochirí, Hora del Hombre, Escuela Activa, Nueva Educación, Escuela Nueva, Colmena de Contumazá, La Hora de Cajamarca, La Industria de Trujillo, por citar sólo algunas.

Muere el 15 de octubre de 2002 a los 95 años de edad.